# Anton Keller (Maler, 1831)
Anton Keller (* 10. April 1831 in Basadingen; † 9. September 1852 in Neapel) war ein Schweizer Maler.

## Leben und Werk
Keller war der älteste Sohn des Tagelöhners Martin Keller (1803–1868) und dessen Frau Anna Maria, geborene Breitler (1801–1879). Als Kind zeichnete er seine Familienangehörigen und die ihn umgebende Natur ab.
Später kopierte er Bilder aus dem von Max Josef Wagenbauer verfassten Vorlagebuch Anleitung zur Landschaftszeichnung in Handzeichnungsmanier. Wagenbauers Vorlagebücher und Hefte wurden vor allem an süddeutschen Schulen verwendet. 1848 hielt sich Keller an der Kunstakademie in Zürich und ab 1850 in der Ostschweiz, Kreuzlingen und Konstanz auf. 1851 wünschte der Nationalrat Rudolf Hanhart von Keller, dass er von einer bestehenden Lithografie, auf der alle Nationalräte abgebildet waren, nur seinen verstorbenen Freund Johann Georg Rauch kopiere.
Als sich Keller in München weiterbilden wollte und ihm das nötige Geld dazu fehlte, reichte ein Verwandter ein Stipendiengesuch an den Frauenfelder Regierungsrat ein. Das Gesuch wurde jedoch abgelehnt, und Keller beschloss, sich für die neapolitanischen Kriegsdienste zu melden, um so zu Geld zu kommen. Kaum in Neapel angekommen, starb Keller einundzwanzigjährig an Typhus.